# Tétraévangéliaire bohaïrique Copte 13
Le Tétraévangéliaire bohaïrique est un manuscrit enluminé copte contenant les évangiles. Il s'agit de l'un des manuscrits coptes les plus richement décoré. Il est actuellement conservé à la Bibliothèque nationale de France sous la cote Copte 13. Une miniature détachée du manuscrit est conservée à la Freer Gallery of Art de Washington (55.11).

## Historique du manuscrit
Le manuscrit a sans doute été copié pour le patriarche d'Alexandrie Marc III qui est représenté au premier folio du manuscrit. D'après l'inscription en arabe présente autour du portrait du Christ au folio 2v, l'ouvrage a été copié, enluminé et relié par Michel, métropolite de Damiette, au nord de l'Égypte. En réalité, il a sans doute financé l'enluminure et la reliure (cette dernière est originaire de Syrie d'après les indications des cahiers en Syriaque) mais copié lui-même le texte. Il a indiqué la date d'achèvement de la copie à chaque fin d'évangile : Matthieu en avril 1179, Marc en septembre, Luc en octobre et Jean en janvier 1180. Le livre, et particulièrement ses miniatures de frontispice, ont peut-être servi d'instrument de propagande dans le combat mené contre la tentative de réforme religieuse menée par Marc Ibn al-Kanbar au sein de l'église copte à cette époque. Michel de Damiette était chargé justement de diriger la charge contre ce mouvement.
Selon la légende, le livre aurait été acquis par saint Louis lui-même. En réalité, il a sans doute été rapporté en France à l'occasion d'une mission en Orient au cours du XVIIe siècle. Il est alors entré dans les collections royales.

## Description
Le texte est écrit en Copte bohaïrique, la langue utilisée pour la liturgie de l'église copte à partir du Xe siècle dans une écriture en onciale grecque. Diverses décorations peintes en or ponctuent le texte à de multiples reprises. Ces ornements sont sans doute inspirés des manuscrits du Coran de la même époque.
Le manuscrit contient 3 miniatures de frontispice en pleine page, dont l'une a été détachée puis 74 miniatures réparties dans le texte des évangiles. 
- la première miniature représente Marc III d'Alexandrie, le patriarche de l'Église copte à cette époque. Il faisait sans doute face à un portrait du métropolite Michel, autrefois peint sur un folio aujourd'hui disparu[1].
- la seconde miniature représente le Christ, qui faisait autrefois face au portraits des quatre évangélistes. Cette dernière miniature a été détachée du manuscrit et est aujourd'hui conservé à la Freer Gallery of Art. Le Christ tend la main vers les évangélistes. Cette représentation du Christ face aux évangélistes est un motif iconographique très répandue dans les manuscrits chrétiens orientaux à cette époque, propagé par les Croisés et les artistes syriens[1].

Il existe ainsi un parallèle symbolique entre les deux scènes : de la même manière que le Christ reçoit le texte biblique des évangélistes, Marc reçoit le présent ouvrage de Michel. Des parallèles similaires se retrouvent dans d'autres manuscrits byzantins, comme dans un commentaire des évangiles du XIIe siècle donné par le théologien Euthymios Zigabenos à l'empereur (BNF, Gr.666).

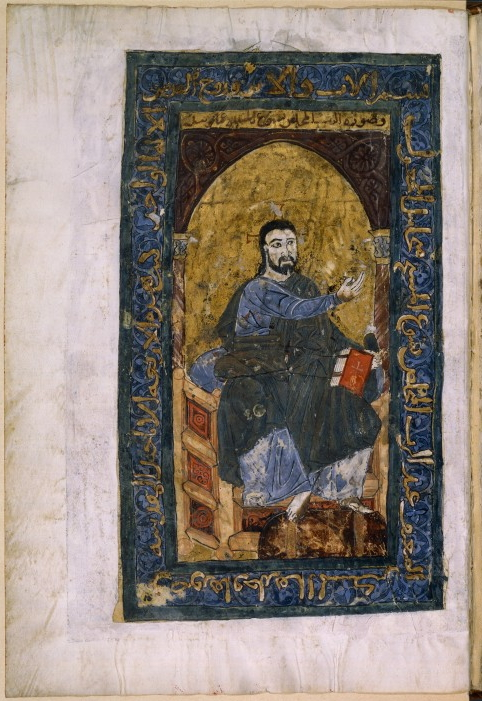
Portrait du Christ, f.2v
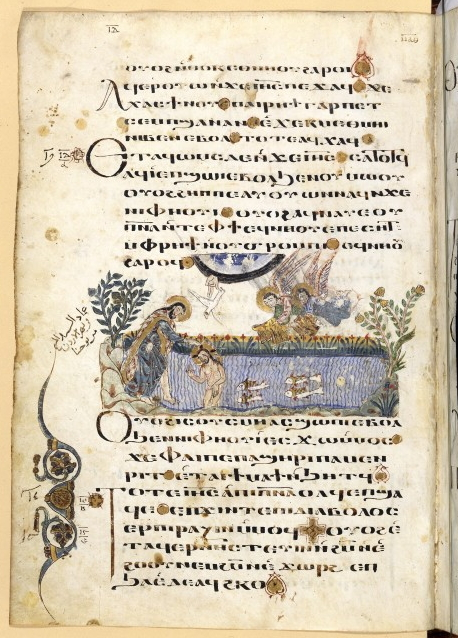
Baptême du Christ, f.6v

Plusieurs indices montrent aussi une influence arabe dans le manuscrit : plusieurs plantes et fleurs représentées se retrouvent dans d'autres manuscrits arabes tels que le livre de la Thériaque de Paris ou un manuscrit du Kalila wa Dimna (BNF, Ar.3465). Plusieurs décors architecturaux occupés par des personnages ornés de turbans et vêtus à l'orientale se retrouvent aussi dans émaux sur verre d'époque ayyoubide.